# Vicariat apostolique de Yurimaguas
Le vicariat apostolique de Yurimaguas (en latin : Vicariatus Apostolicus Yurimaguaënsis ; en espagnol : Vicariato apostólico de Yurimaguas) est un vicariat apostolique de l'Église catholique du Pérou directement soumis au Saint-Siège.

## Territoire
Il comprend les provinces d'Alto Amazonas et Datem del Marañón dans le département de Loreto. Le reste de ce département étant géré par les vicariats apostoliques d'Iquitos, Requena et San José de Amazonas.
Il possède un territoire de 72 000 km2 divisé en 21 paroisses. Le siège épiscopal est dans la ville de Yurimaguas où se trouve la cathédrale de Notre-Dame-des-Neiges.

## Histoire
La préfecture apostolique de San Gabriel de la Dolorosa del Marañón est érigée le 27 février 1921 par la lettre apostolique In sublimi du pape Benoît XV en prenant sur le territoire du vicariat apostolique de San León de Amazonas (aujourd'hui vicariat apostolique d'Iquitos). La mission est confiée aux passionistes. 
La préfecture est élevée au rang de vicariat apostolique par la constitution apostolique Quo in regionibus du 3 juin 1936 émise par le pape Pie XI.
Il cède une portion de son territoire le 11 janvier 1946 pour l'érection de la préfecture apostolique de San Francisco Javier (aujourd'hui vicariat apostolique de Jaén au Pérou ou San Francisco Javier). Le vicariat prend son nom actuel le 10 novembre 1960.

## Préfets et évêques
- Atanasio Celestino Jáuregui y Goiri, C.P (1921 - 30 août 1957)
- Gregorio Elias Olazar Muruaga, C.P (31 août 1957 - 25 mars 1972)
- Miguel Irizar Campos, C.P (25 mars 1972 - 6 août 1989) nommé évêque coadjuteur de Callao
  - Sede vacante (1989-1991)
- José Luis Astigarraga Lizarralde, C.P (26 novembre 1991 - 17 décembre 2016)
  - Sede vacante (2016-2020)
- Jesús María Aristín Seco, C.P (8 juillet 2020 - )